# Carl Christian de Habsbourg Lorraine
Carl Christian Maria Anna Rudolph Anton Marcus d'Aviano prins de Habsbourg Lorraine (Belœil, 26 augustus 1954) is de tweede zoon van Karel Lodewijk van Oostenrijk (zoon van de laatste Oostenrijkse keizer Karel I) en de Belgische prinses Yolande de Ligne.

## Incorporatie
Op 6 februari 1982 trad hij in het huwelijk met prinses Marie Astrid van Luxemburg, een dochter van groothertog Jan, en nichtje van koning Albert II van België. Op 19 augustus 1983 werden hij en al zijn afstammelingen geïncorporeerd in de Belgische adel als prins(es) De Habsbourg Lorraine. Dit werd bekrachtigd bij koninklijke besluit van Koning Boudewijn (de oom van zijn echtgenote). Hetzelfde was reeds bij zijn broer Rodolphe te beurt gevallen in 1978. Ze behoren hierdoor tot de Belgische adel: zij hebben als kleinkinderen van koning Leopold III immers Belgisch bloed door hun aderen stromen. 
Hun neef Lorenz van Oostenrijk-Este behoort door zijn huwelijk met Astrid van België ook tot de Belgische koninklijke familie.

## Kinderen
- Marie Christine Anne Astrid Zita Charlotte (1983)
- Imre Emanuel Simeon Jean Carl Marcus (1985)
- Christoph Henri Alexander Maria Marcus (1988)
- Alexander Hector Marie Karl Leopold Marcus (1990)
- Gabriella Maria Pilar Yolande Joséphine-Charlotte (1994)